# 羅臼町立知床未来中学校
羅臼町立知床未来中学校（らうすちょうりつ しれとこみらいちゅうがっこう）は、北海道目梨郡羅臼町栄町に所在する公立（町立）の中学校。

## 概要
通学区域
春松小学校区域(峯浜町・幌萌町・春日町・麻布町・八木浜町・知昭町・松法町)
羅臼小学校区域(礼文町・本町・緑町・富士見町・湯ノ沢町・栄町・船見町・共栄町・海岸町・岬町・北浜・昆布浜以北一円)

### 生徒
生徒数 : 148人
- 1年生 - 39人
- 2年生 - 51人
- 3年生 - 58人
- 特別支援学級（内数）- 11人

2018年（平成30年）5月1日現在

### 教職員
教職員数 : 21人
- 校長 - 1人
- 教頭 - 1人
- 教諭 - 16人
- 養護教諭 - 1人
- 事務職員 - 1人
- その他 - 1人

2018年（平成30年）5月1日現在

## 沿革
- 2018年（平成30年）4月1日 - 羅臼町立羅臼中学校と羅臼町立春松中学校が統合し、羅臼町立知床未来中学校が開校する。

## 校歌
吉幾三 作詞・作曲